# Le Plus Beau Tango du monde
Le Plus Beau Tango du monde est une chanson interprétée en duo par Alibert et Mireille Ponsard dans l'opérette Un de la Canebière. Ils sont accompagnés par l'orchestre Jazz Marseillais, dirigé par Georges Sellers. Les paroles sont de René Sarvil, la  musique de Vincent Scotto sur un air de tango. Son refrain, « Le plus beau de tous les tangos du monde, c'est celui que j'ai dansé dans vos bras », est resté très célèbre.
La chanson est éditée en 1935 par les Éditions Salabert. Elle est enregistrée par Alibert avec Gaby Sims la même année pour les disques Pathé. En parallèle, Darcelys, l'enregistre pour les disques Odeon, en duo avec Margerite Villy (qui joue également dans la pièce), et Mireille Ponsard la chante avec Jean Josselin chez Polydor. Elle est à nouveau interprétée par Alibert, avec Germaine Roger, dans le film Un de la Canebière de René Pujol en 1938.
La chanson est reprise par de nombreux artistes. La version la plus célèbre est sans doute celle de Tino Rossi, enregistrée pour le film Au pays du soleil, une comédie musicale réalisée en 1951 par Maurice de Canonge. Elle est également enregistrée par Cora Madou (1936), Jean Lumière (1936), Fernand Sardou, Andrex (1960), Marcel Amont (1961), Lily Vincent, Line Renaud, Frédéric François (2002), Jean-Jacques Debout (2013), Vincent Niclo (2018), etc.
Le morceau est également devenu un classique de l'accordéon, avec des interprétations par André Verchuren, Yvette Horner, Aimable ou Jo Privat.
La chanson figure à la 16e place dans le « Hit-parade du siècle », un classement obtenu par sondage de la Sofres pour Canal+, la SACEM et RTL.
Le roman Boquitas pintadas de l'écrivain argentin Manuel Puig, paru en 1969, est publié en français en 1972 sous le titre Le plus beau tango du monde.